# Disney Universe
Disney Universe es un videojuego de acción-aventura cooperativo, distribuido por Disney Interactive Studios. Fue anunciado en el E3 de 2011 y fue lanzado en PlayStation 3, Xbox 360, Wii, Microsoft Windows y Apple Macintosh el 25 de octubre de 2011 en América del Norte y 28 de octubre de 2011 en Europa. El juego permite a los jugadores adaptarse a los personajes de varias franquicias de Disney, incluyendo películas de Pixar.

## Jugabilidad
El juego se asemeja a los juegos de LEGO o LittleBigPlanet, con algunas adiciones notables. Hasta cuatro amigos pueden conectarse a través de multijugador local y jugar a través de 6 mundos diferentes para derrotar a los enemigos y recoger power-ups y monedas. Una característica única es que los enemigos procuran activamente impedir el progreso de un jugador mediante el establecimiento de trampas u ocultar los elementos clave.
El principal atractivo del juego es que los jugadores pueden poner en los personajes trajes que se asemejan a personajes de 40 películas clásicas y contemporáneas de Disney y Pixar, como los de Alicia en el país de las maravillas, Tron: Legacy, Dumbo, Monsters, Inc., Lilo & Stitch, La sirenita, Aladdín, El rey león, Mickey Mouse, Robin Hood, Piratas del Caribe, Tinker Bell and the Lost Treasure, Hércules, The Nightmare Before Christmas, El libro de la selva,  Enredados, WALL·E, y Buscando a Nemo entre otros.